# Sofisma
Con sofisma si fa riferimento ad un'argomentazione capziosa e fallace, apparentemente valida ma fondata in realtà su errori logici formali o ambiguità linguistiche determinate dall'atteggiamento eristico e dall'intento volutamente ingannevole. Si differenzierebbe dal paralogismo, in cui l'errore sarebbe inconsapevole.

## Storia della parola
L'origine del termine risale alla corrente filosofica dei sofisti. Sofisma deriva dal greco σόφισμα (leggi sófisma, cioè: artifizio, abilità), che deriva a sua volta dal verbo σoφίζομαι (leggi sofìzomai, che vuol dire parlare abilmente, scaltramente, in modo astuto).
Col significato di argomentare capzioso, come «pseudo argomento filosofico», lo si ritrova già in Platone (Repubblica. VI, 495a).
In Aristotele il termine diviene sinonimo di sillogismo eristico (in Topici, VIII, 11, 162a 16), cioè un argomentare non valido formalmente, «che sembra concludente ma non lo è.» (Topici, VIII, 12, 162b 3-5).
Tommaso Campanella, nella poesia “I mali del mondo”, lo indica come uno dei tre mali del mondo. Gli altri due sono “Tirannide e ipocrisia”.

## Classificazione

### Le fallacie aristoteliche
Il primo tentativo di classificazione degli errori di ragionamento può essere fatta risalire ad Aristotele, che nelle Confutazioni sofistiche studiò i vizi di forma degli pseudo sillogismi o «deduzioni apparenti», chiamati dalla Scolastica fallacie. Per prima cosa Aristotele suddivide le fallacie sulla base della loro natura prettamente linguistica o meno. Fra le fallacie che dipendono dal linguaggio egli annovera:
- l'omonimia, o ambiguità semantica[5]
- l'anfibolia, o ambiguità grammaticale[6]
- la fallacia compositionis, quando vengono inferite proprietà per il tutto a partire da proprietà delle singole parti
- la fallacia divisionis, quando vengono inferite proprietà per le singole parti a partire da proprietà del tutto
- le fallacie causate da un'errata forma dell'espressione linguistica

Fra le fallacie non dovute al linguaggio annovera:
- l'ignoratio elenchi, che consiste nel presentare un argomento di per sé valido, ma fuori tema
- la fallacia a dicto simpliciter ad dictum secundum quid, che consiste in un'illecita generalizzazione
- la fallacia a dicto secundum quid ad dictum simpliciter, che consiste nell'ignorare un'eccezione alla regola generale
- la petitio principii, che consiste nell'assumere (implicitamente) fra le premesse proprio la tesi da dimostrare
- il non sequitur, o non causa pro causa, che consiste nell'assumere illecitamente come causa qualcosa che non lo è (cum hoc ergo propter hoc oppure post hoc ergo propter hoc)
- la plurium interrogationum, che consiste nel porre una domanda complessa che presuppone più cose di quelle di cui chiede, apparentemente, una risposta semplice
- la fallacia del conseguente, che si verifica supponendo che ciò che è stato ammesso in via condizionale si converta, ad esempio: «Se x ha la febbre, allora x è caldo, dunque se x è caldo allora x ha la febbre».

### Le fallacie della logica formale
La logica formale odierna seguendo la logica aristotelica rielaborata dagli scolastici distingue le fallacie in:
- fallacie formali, ovvero fallacie riguardanti la forma del sillogismo o la sua validità;
- fallacie informali, ovvero fallacie riguardanti il contenuto del sillogismo. A sua volta queste si dividono in:
  - fallacie linguistiche: riguardano l'utilizzo scorretto di forme lessicali e sintattiche;
  - fallacie di pertinenza: riguardano l'omissione di dati rilevanti o l'intrusione di dati irrilevanti in un ragionamento.
  - fallacie di consistenza: riguardano ragionamenti validi il cui fondamento è invalido.

## Sofismi algebrici
In matematica, i sofismi si configurano in particolare nella forma di sofismi algebrici, ovvero dimostrazioni contenenti un passaggio errato dovuto alla applicazione impropria o fuori contesto di determinate proprietà, che porta a ottenere risultati macroscopicamente errati o contraddittori. Spesso i sofismi algebrici sono usati a scopo didattico, per dimostrare l'importanza del rigore nelle dimostrazioni, ma la storia della matematica registra numerosi casi di ragionamenti erronei, dovuti anche a matematici importanti, nello studio di oggetti all'epoca noti da poco: ad esempio, le serie (somme di infiniti termini) furono oggetto nel XVIII secolo di numerosi equivoci nel tentativo di attribuire loro le usuali proprietà delle somme finite.